# Der Weg (Goethes-Erben-Lied)
Der Weg ist ein Lied der Dark-Wave-Band Goethes Erben, das die Band 1990 veröffentlichte. Das Stück erschien nicht als Single, wurde allerdings einer der ersten Club-Erfolge für die Band.

## Hintergrund und Veröffentlichungen
Der Weg entstand nachdem das Gründungsmitglied Peter Seipt Goethes Erben verlassen hatte. Bruno Kramm, der Goethes Erben für Danse Macabre verpflichtet hatte und das erste Demo produzierte übernahm an Seipts Stelle die musikalische Ausarbeitung. Der Weg wurde Teil des Demos Der Spiegel, dessen Weg durch stumme Zeugen zum Ende führt auf MC erstveröffentlicht. Auf der ersten Kompilation des Labels Danse Macabre erschien Der Weg noch im gleichen Jahr. Zwei Jahre später wurde das Stück auf der Labelkompilation Pièces D'Etage II von Etage-Records neu veröffentlicht. Weitere Veröffentlichungen auf Kompilationen folgten. So erschien das Stück 1996 auf The Gothic Compilation Part 5 und 2003 in einer Liveversion auf Orkus Compilation VII. Das im Liverepertoire verankerte Stück erschien ebenso auf Kompilationen der Band und Livealben wie 1. Kapitel, Leben im Niemandsland und Leibhaftig. Das in der Frühphase des eng mit dem Club Die Etage und dem Unternehmen Danse Macabre verbundene Genres Neue Deutsche Todeskunst entstandene Stück avancierte zu einem Hit und Goethes Erben zu einer der initialen Musikgruppen des Genres.

## Musik und Text
Der Weg ist als Ballade, die die letzten Momente und Erinnerungen eines zum Tode Verurteilten beschreibt, konzipiert. Das Stück beginnt mit reduzierter Klaviermusik und „wird von einem furchterregenden Rhythmus abgelöst, der an das Schlagen einer Glocke erinnert.“ Der Aufbau des Stücks ist schlicht Henke rezitiert zu einfachen Arrangements finstere Lyrik.
Dem Genre Neue Deutsche Todeskunst entsprechend ist Der Weg durch einen Hang zu nihilistischen Deutschen Texten und der Auseinandersetzung mit dem Tod gekennzeichnet. Thematisch steht Der Weg dem später als Sitz der Gnade adaptierten Stück The Mercy Seat von Nick Cave and the Bad Seeds nah, ist jedoch ruhiger aufgebaut. Das Stück befasst sich mit Betrachtungen eines zum Tode verurteilten und seinen letzten Augenblicken. Die Gedanken des lyrischen Ichs springen zwischen der Tat, der Gegenwart und der eigenen Kindheit.

„Meine tote Mutter wünscht gute Reise - Sie sieht gut aus so jung

Da liegt die Leiche - ich seh das weinende Gesicht

Betäubt vom Leben setze ich mich auf den Stuhl

Die Gurte werden angelegt, die Arme Beine festgebunden

Meine Freunde lachten als ich in den Bach fiel“